# Лопатинський Ярослав Борисович
Яросла́в Бори́сович Лопа́тинський (9 листопада 1906 — 10 березня 1981) — український математик, академік АН Української РСР (з 1965), член-кореспондент (з 1951). Онук Л. Г. Лопатинського.

## Біографія

### Робота
Закінчивши в 1926 р. Бакинський університет, Ярослав Борисович викладав у цьому університеті і Бакинському політехнічному інституті. У 1946 р., після захисту докторської дисертації, він переїздить до Львова. Я. Б. Лопатинський є організатором кафедри диференціальних рівнянь Львівського університету та семінару з диференціальних рівнянь, який швидко стає центром в математичному житті Львова. З 1963 до 1965 рр.. Ярослав Борисович працює в Московському інституті нафтохімічної і газової промисловості, а потім з січня 1966 р. і до кінця життя він працює в Донецьку. Тут він став одним з організаторів створеного в 1965 р. Інституту прикладної математики і механіки АН УРСР та Донецького університету.

### Наукові інтереси
Ярославу Борисовичу Лопатинського належить багато наукових результатів. З його ім'ям пов'язані вивчення загальних еліптичних систем рівнянь в частинних похідних, розробка для цих систем методів теорії потенціалу. Ним побудовані локальні фундаментальні рішення загальних еліптичних систем і дані різні їх застосування до дослідження властивостей рішень цих систем. Ярослав Борисович з'явився засновником теорії загальних граничних задач для лінійних еліптичних систем. Ним сформульована умова приведення загальної граничної задачі до регулярної системи інтегральних рівнянь фредгольмівського типу, відома нині в літературі як «умова Лопатинського». Ярославу Борисовичу належать важливі результати з розв'язання мішаних задач для загальних систем диференціальних рівнянь гіперболічного типу, щодо застосування методів Морса до варіаційних еліптичних задач, а також у цілій низці інших напрямків.

### Організаційна діяльність
В останні роки життя Ярослав Борисович вів велику науково-організаційну роботу. Він був одним з ініціаторів регулярного проведення на базі Інституту прикладної математики і механіки АН УРСР всесоюзних конференцій з диференціальних рівнянь. Перша така конференція відбулася в 1979 р., Ярослав Борисович був головою Оргкомітету цієї конференції. Друга конференція, проведена в 1981 р. спільно з Львівським університетом, була присвячена його пам'яті.
З 1978 р. ІПММ АН УРСР почав щорічну публікацію тематичних збірників по рівняннях у частинних похідних. Редактором чотирьох збірників був Я. Б. Лопатинський.
Діяльність Ярослава Борисовича була високо оцінена — він був нагороджений орденами Леніна, Жовтневої революції і медалями. Цикл його робіт «Теорія загальних граничних задач для лінійних еліптичних рівнянь» був удостоєний Державної премії УРСР в 1978 р.
Багато часу і сил присвячував Ярослав Борисович вихованню молодих учених. Серед його учнів понад сорок кандидатів наук і десять докторів наук.